# Samuel Beckett
Samuel Barclay Beckett, irski pisatelj in dramatik, * 13. april 1906, Foxrock, Dublin, Irska, † 22. december 1989, Pariz, Francija.

## Življenje
Beckett velja za enega najpomembnejših avtorjev sodobne svetovne dramatike in za vodilnega avtorja evropskega gledališča absurda.
Rodil se je v predmestju Dublina, a je večino življenja preživel v Parizu. Najprej je pisal v angleščini, potem v francoščini in svoja dela sam prevajal v oba jezika. Njegov umetniški opus obsega drame, romane in pesmi, eseje, radijske in televizijske igre.
Obdobje med letoma 1946 in 1950 je bilo Beckettovo najbolj dejavno. V tem času je napisal večino del, po katerih je danes najbolj znan: (anti)dramo Čakajoč Godota, trilogijo romanov Molloy, Malone umira in Neimenljivi.
Za svoje delo je prejel več nagrad, leta 1969 tudi Nobelovo nagrado za književnost.
V slovenščini je izšla večina njegovih del, na slovenskih odrih so bila uprizorjena skorajda vsa njegova poglavitna besedila.